# KV13

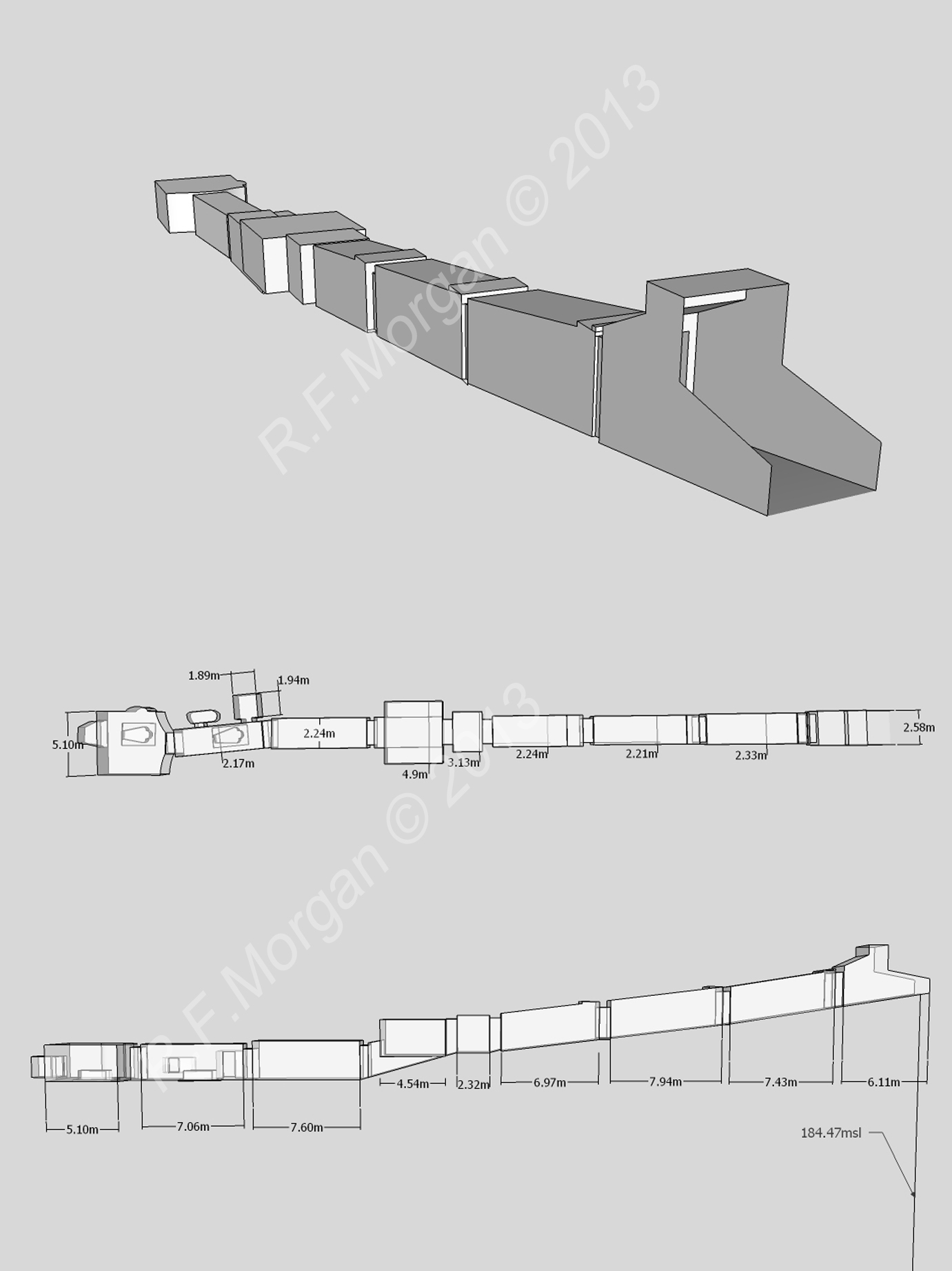
Plan e ilustraciones de un modelo 3D del LV13

KV13 es una tumba egipcia del llamado Valle de los Reyes, situado en la orilla oeste del Nilo, a la altura de la moderna ciudad de Luxor. Fue construida para el poderoso canciller Bay, oscuro personaje de finales de la dinastía XIX, pero sería reutilizada durante la dinastía XX para el enterramiento de dos príncipes reales.

## Marco histórico
Tras la desaparición del rey Merenptah, la dinastía XIX entró en colapso, y con ella el país entero. Las presiones del virrey de Nubia y de los sacerdotes de Amón en Tebas convirtieron la figura real en algo meramente representativo, cuya influencia apenas llegaba al Alto Egipto. Sólo así se puede explicar la presunta usurpación de Amenmeses en Tebas, en oposición al legítimo rey, Sethy II en Pi-Ramsés.
Por aquella época tan confusa y caótica surge la figura de Bay, escriba real bajo Sethy II. Su papel resultó ser determinante a la hora de entronizar al niño tullido Siptah (un hijo de Amenmeses o de Sethy II), un faraón sin duda fácil de manejar. El poder de Bay, nombrado Canciller, tuvo que ser ciertamente inmenso, dado que fue recompensado con el favor de construirse una tumba en el Valle de los Reyes con prerrogativas reales. 
No obstante, se cree que Bay no llegó nunca a utilizar la tumba, y que esta quedó inacabada en el momento de su muerte. Hay disensos sobre cuando ocurrió esto, mientras que algunos piensan que el canciller murió -o cayó en desgracia- a finales del corto reinado de Siptah, hay quien cree que siguió desempeñando un papel vital en los asuntos de Estado junto a la reina Tausert. Los rumores de un fantasmal rey, Iarsu que junto a Tausert sembró la anarquía y la guerra civil podrían ser el eco de los últimos pasos de Bay.

## Descripción de la tumba
KV13 está situada al final del uadi suroeste del Valle, junto a los sepulcros destinados a los monarcas a los que Bay sirvió en vida: KV15 (Sethy II), KV47 (Siptah) y KV14 (Tausert). Y, aunque comparando su tumba con la de estos tres monarcas, esta resulta ser de dimensiones menores, la planta del lugar es claramente análoga a la de un enterramiento real. 
La tumba de Bay tiene casi exactamente las mismas proporciones y estancias que la de Tausert hasta la llegada a la cámara de pilares. Antes de ella, no falta la entrada, los tres corredores descendentes y una pequeña sala que hace las veces en el ritual funerario de pozo de embalsamamiento, pese a carecer de esta estructura. Tras ella hay dos pasillos más, contando el último con dos cámaras secundarias anexas a la derecha. No hay antecámara, se llega directamente a la cripta o cámara sepulcral. Parece ser que la muerte de Bay acaeció antes de que la tumba fuese concluida, quedando incompletas la excavación y la posterior decoración de una de las cámaras anexas y de la cámara funeraria.

## Decoración
Antes de acabar la excavación de la tumba ya había comenzado la decoración de las primeras zonas, como era costumbre, por lo que se ha podido identificar buena parte de las pinturas destinadas al canciller. La ubicación de la tumba ha provocado que sufra al menos cuatro grandes inundaciones que han llenado el lugar de escombros y han dañado seriamente tanto la arquitectura como los frescos.
Aun así, se reconocen la mayoría de las escenas y se ha llegado a la conclusión de que KV13 en sus comienzos es la gemela de la KV14: ambas tienen dimensiones análogas en las primeras salas y coinciden, casi punto por punto, en el proyecto decorativo. Este hecho no está muy bien explicado, aunque es muy posible que la reina Tausert y Bay —los representantes del poder de finales de la dinastía XIX— quisieran sellar su alianza incluso en el Más Allá.
No obstante, y dado que la tumba fue reutilizada durante la dinastía XX, la mayoría de las menciones a Bay fueron borradas y sustituidas por las de los nuevos propietarios y sus madres. La identidad de estos dos príncipes ramésidas se conoce, pero no su filiación: se ha pensado que el primero en ser enterrado allí fue el joven Amenherjepeshef y tras él Mentuherjepeshef (pese a que se llamen igual, no es probable que éste sea el mismo príncipe cuya tumba es la hoy conocida como KV19), quizás hijos de Ramsés III.
- En la entrada al segundo corredor se pueden apreciar leves huellas que revelan la presencia del disco solar flanqueado por las diosas Isis y Neftis, al igual que en todas las tumbas reales. A lo largo de este pasillo, se han podido ver escenas originales del canciller Bay adorando a diferentes dioses (Osiris, Ra-Horajti y otros cuya identidad se ha perdido por el daño causado en la tumba), así como a un faraón, presumiblemente Siptah.

- La decoración de los dos siguientes corredores es aún más difícil de descifrar, quedan algunas escenas del Libro de los Muertos, así como otras de Bay adorando a diversas divinidades. Por su parte, la pintura de la sala del pozo ha sido totalmente borrada, aunque puede ser que en ella hubiera más escenas divinas.

- Al igual que en esta última, en la cámara de los pilares y en los corredores que le siguen el yeso sobre el cual se realizaron las pinturas fue arrastrado por el agua enlodada, y se ha perdido completamente. Además, se sabe a ciencia cierta que la cámara sepulcral ni siquiera fue decorada debido a la desaparición de Bay. KV13 ha sido uno de los lugares más dañados por las inundaciones que llegan al Valle de los Reyes.

## Excavación
KV13 es conocida desde la antigüedad y fue señalada y visitada en distintas ocasiones:
- Richard Pococke en 1737-1738, que levantó un plano de situación,
- La expedición napoleónica de 1799, que hizo lo mismo,
- Giovanni Belzoni en 1817,
- James Burton en 1825, que tambión levantó un plano,
- Hartwig Altenmüller de 1988 a 1994, cuando fue excavada por primera vez, arrojando sorprendentes hallazgos. La expedición dirigida por Altenmüller logró desescombrar el sepulcro y sacar a la luz fragmentos de vasos canopos, ushebtis y fragmentos de vasijas, todo ello perteneciente a los enterramientos de los príncipes ramésidas.

Altenmüller llegó a la conclusión de que, probablemente Bay no llegó a ser enterrado en el lugar, como parece demostrarlo la ausencia de objetos funerarios destinados a su persona. Por otra parte, se encontraron dos grandes sarcófagos exteriores de granito en la tumba: uno perteneciente a Mentuhirjopshef en el último corredor y otro para Amenhirjopshef en la cámara sepulcral. Este último era el destinado a la reina Tausert, pero fue usurpado por el príncipe sustituyendo el tocado en forma de buitre típico de una reina por el mechón lateral de los hijos reales. Las momias de ambos príncipes no se encontraban allí.